# Camden (South Carolina)
Camden ist eine Stadt im Kershaw County im Bundesstaat South Carolina in den Vereinigten Staaten. Das U.S. Census Bureau hat bei der Volkszählung 2020 eine Einwohnerzahl von 7.788 ermittelt.
Sie ist die größte Stadt und fungiert als County Seat von Kershaw County.

## Geographie
Camden liegt 47 km nördlich von Sumter, 48 km nordöstlich der Hauptstadt des Bundesstaates Columbia, 241 km nördlich von Charleston, 190 km westlich von Myrtle Beach und 137 km südöstlich von Charlotte. Es liegt nördlich der Interstate 20, an der Kreuzung von US 1 und US 521 und 601.

## Geschichte
Camden ist die viertälteste Stadt South Carolinas. Es liegt in der Nähe des Zentrums des Cofitachequi-Stamms, das in den 1500er Jahren existierte. Im Jahre 1730 wurde Camden Teil eines von König Georg II. angeordneten Gemeindeplanes. Der Ort wurde ursprünglich im Jahre 1732 als Fredericksburg im Süden des heutigen Stadtgebiets angelegt. Jedoch wählten viele Siedler die höher liegende Stelle im Norden, wodurch die Siedlung Fredericksburg verschwand. Im Jahre 1758 kam Joseph Kershaw aus Yorkshire, England, in die Gemeinde und etablierte ein Geschäft und benannte die Gemeinde in Pine Tree Hill um. Camden wurde das wichtigste Binnenhandelszentrum in der Kolonie. Kershaw schlug vor, dass die Stadt zu Ehren von Lord Camden, einem Vorkämpfer der Kolonialrechte im britischen Parlament, in Camden umbenannt werden sollte.
Im August 1780 fand während des Amerikanischen Unabhängigkeitskriegs 10 km nördlich von Camden die Schlacht bei Camden statt. Es war eine der größten Niederlagen der US-Amerikaner im Unabhängigkeitskrieg.

## Demographie
Bei der Volkszählung von 2010 gab es 6838 Personen, die in den Stadtgrenzen wohnten, in 2967 Haushalten und 1800 Familien.
Es gab 2967 Haushalte, in denen 27,7 % Kinder unter 18 Jahren lebten, 41,1 % waren verheiratete Paare, die zusammen lebten, 16,5 % hatten einen weiblichen Haushälter ohne Ehemann und 36,3 % waren Nichtfamilien. 35,6 % aller Haushalte bestanden aus Einzelpersonen und 18,9 % der Haushalte bestanden aus jemandem, der allein wohnte und der 65 Jahre oder älter war. Die durchschnittliche Haushaltsgröße betrug 2,26 und die durchschnittliche Familiengröße betrug 2,94.

## Bekannte Personen der Stadt
- Thomas Austin, NFL-Spieler
- Bernard Baruch (1870–1965), Finanzier, Börsenspekulant, Politikberater und Philanthrop
- Charles Bennett, NFL-Spieler
- Mary Chesnut (1823–1886), Autorin und Zeitzeugin
- Larry Doby (1923–2003), Baseballspieler, Mitglied der Baseball Hall of Fame
- Bobby Engram, NFL-Spieler
- Vonnie Holliday, NFL-Spieler
- Lorenzo James, Politiker
- Michael Kohn, Baseballspieler
- Laura Kraut, geborene Kent (* 1965), Springreiterin, Mannschafts-Olympiasiegerin
- Stephen Keep Mills (* 1947), Schauspieler und Schriftsteller
- Kathleen Parker, Journalistin, Gewinnerin des Pulitzer-Preises 2010
- Sam Savage (1940–2019), Schriftsteller
- John C. West (1922–2004), Gouverneur des Bundesstaates South Carolina 1971 bis 1975